# Hyppa fuscomarginata
Hyppa fuscomarginata är en fjärilsart som beskrevs av Barend J. Lempke 1965. Hyppa fuscomarginata ingår i släktet Hyppa och familjen nattflyn. Inga underarter finns listade i Catalogue of Life.